# Astragalus rubescens
Astragalus rubescens là một loài thực vật có hoa trong họ Đậu. Loài này được Kovalevsk. & Vved. miêu tả khoa học đầu tiên.